# Otto I av Brandenburg
Otto I av Brandenburg, född omkring 1125, död 8 juli 1184, var från 1170 till sin död regerande markgreve av Brandenburg. Han tillhörde huset Askanien och blev den andre markgreven av Brandenburg, efter sin far Albrekt Björnen.

## Biografi
Otto I var son till Albrekt Björnen och Sofie av Winzenburg. Han erhöll landskapet Zauche som dopgåva av sin gudfar, fursten Pribislav-Henrik av hevellerna. Från 1144 omnämns han som medregent till sin far i officiella handlingar. Vid fadern Albrekt Björnens död 1170 efterträdde Otto honom som regerande markgreve av Brandenburg. Från 1172 omnämns han i det tyska kungliga kansliets handlingar som riksfurste.
1177 utnämndes han till riksärkekammarherre i Tysk-romerska riket. Mellan 1178 och 1180 stred Otto på Henrik Lejonets sida mot hertig Kasimir I av Pommern, och besegrade Kasimir vid Demmin 1180, där även Kasimir tros ha stupat. Genom segern kunde Otto utöka Brandenburgs territorier med Neubrandenburg.
Vid Ottos tillträde 1170 bestod markgrevskapet Brandenburg av landskapen Altmark, Zauche och Havelland. Otto fortsatte den tyska kolonisationen av de nyvunna områdena och Brandenburgs expansion åt nordost. Han grundlade 1180 cisterciensklostret Lehnin sydöst om Potsdam.
Otto avled 1184 och begravdes i Lehnins kloster, som från denna tid fungerade som huset Askaniens begravningskloster. Han efterträddes av sin äldste son, Otto II.

## Familj
Otto I gifte sig omkring år 1148 med Judyta av Polen av huset Piast, dotter till hertig Boleslav III av Polen och syster till hertigarna Boleslav IV och Mieszko III. Äktenskapsalliansen beslutades i samband med det vendiska korståget vid ett möte 6 januari 1148, då Otto, de polska hertigarna och ärkebiskop Fredrik I av Magdeburg deltog.
I första äktenskapet fick han sönerna:
- Otto II, markgreve av Brandenburg 1184–1205.
- Henrik, greve av Gardelegen

Judit avled 1175 och Otto gifte 1176 om sig med Ada av Holland, dotter till greve Florens III av Zeeland.
Med henne fick han sonen:
- Albrekt II, markgreve av Brandenburg 1205–1220.